# 朝熊山
朝熊山（あさまやま）は、三重県伊勢市・鳥羽市にある山。正式名称は朝熊ヶ岳（あさまがたけ）。『三国地誌』では「岳（たけ）」とも記され、伊勢市近辺で「岳」は朝熊山を意味する。南方に連なる「朝熊山地」を含めて「朝熊山」とする場合があり、この場合には志摩市まで跨がることになる。山頂付近に臨済宗の金剛證寺があり、この寺を「朝熊山」と呼ぶ場合もある。

## 概要

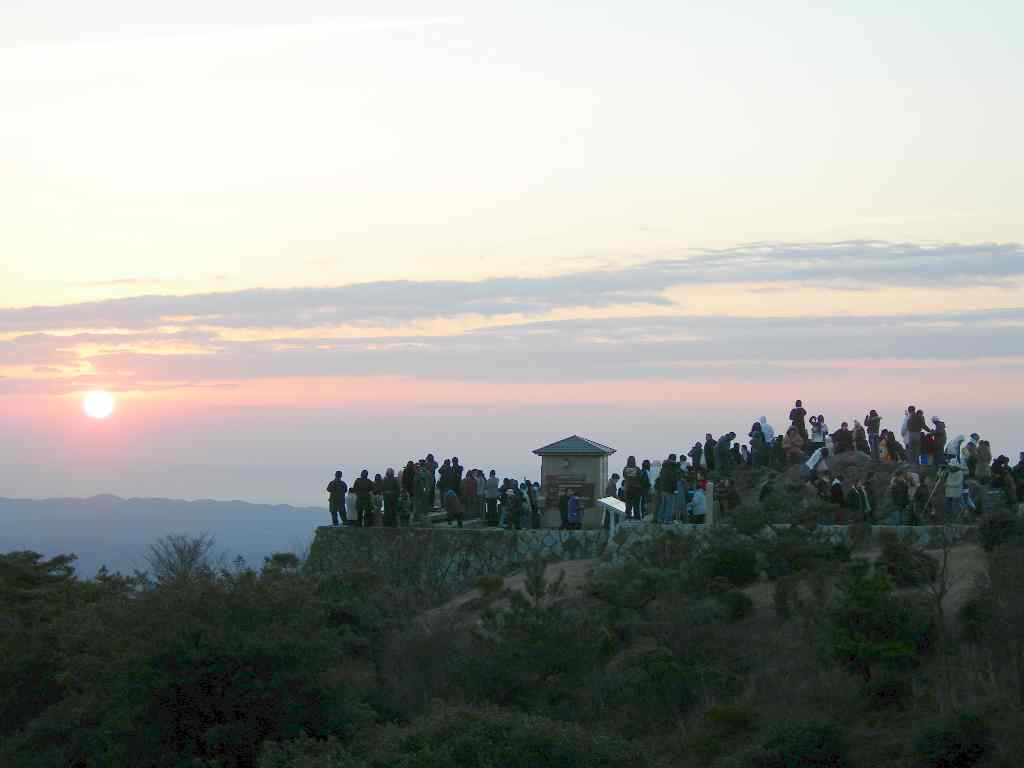
初日の出

朝熊山は標高555メートル (m) の北峰と約540 mの南峰（経ヶ峯）のほかにいくつかの峰がある。伊勢志摩国立公園の中に位置し、日本百景に選定されている。紀伊半島から太平洋に突き出た志摩半島の最高峰で、山頂付近は初日の出の名所である。朝熊山は伊勢志摩を代表する霊山として知られる。
朝熊（あさま）は、『延喜太神宮式』などに「朝熊（あさくま）」とあるように「あさくま」が本来の読みであり、音が約され「あさま」となったと考えられる。なお、「あさくま」との読みは伊勢神宮摂社の朝熊神社に残っている。
「あさくま」の語源として、浅隈（川の浅瀬を意味する古語）に由来する説（度会清在『旧蹟聞書』）が有力とされる。ほかに、この地を訪れた空海の前に朝に熊が夕に虚空菩薩が現れたという伝説による説（金剛證寺伝）、朝熊神社の祭神である葦津姫（別名木華開耶姫）の通音に由来するという説（度会延経）などがある。
北峰に三角点がなかったため、ケーブルカーの駅の跡付近の一等三角点の標高の478 mを誤って記載する地図が昭和時代には数多く存在した。

## 地形と地質
東端の鳥羽市船津から西端の伊勢市宇治舘町へ緩やかな稜線を描き、稜線の南方は朝熊山地と呼ばれる。稜線の東側の大部分と、山頂付近から南方の山伏峠方面へ続く稜線は伊勢国と志摩国の境である。朝熊山の西南を流れる島路川流域は島路山と呼ばれ、内宮神域の一部である。急峻な北斜面の山麓には東西に朝熊が岳断層があり、東から西へ五十鈴川支流の朝熊川が流れる。
地質は古生代下部の御荷鉾層（みかぶそう）に属し、塩基性深成火成岩類を主とする。山頂展望台付近に露頭が見られる。

## 歴史的建築物と文化財・遺跡

### 金剛證寺と奥の院（山岳信仰）
この地方の最高峰の朝熊山は古くから山岳信仰の対象となり、825年（天長2年）に空海が真言密教道場として南峯東腹に金剛證寺を建立したと伝えられている。1392年（明徳3年）に鎌倉建長寺5世の東岳文昱（とうがくぶんいく）が金剛證寺の再興に尽力したため、真言宗から臨済宗に改宗した。
室町時代には神仏習合から伊勢神宮の鬼門にあたる丑寅（北東）に位置する金剛證寺が伊勢信仰と結びつき、「伊勢へ参らば朝熊を駆けよ、朝熊駆けねば片参り」とされ、入山者が増えることになる。戦国時代から江戸時代初期には統治権力が及ばないアジールとなっており、豊臣秀吉の勘気を受けた尾藤知宣の潜伏先として選ばれた。
朝熊山付近では江戸期以降、宗派を問わず葬儀ののちに朝熊山に登り、金剛證寺奥の院に塔婆を立て供養する岳参り（たけまいり）という風習がある。
境内には、松尾芭蕉句碑や詩人竹内浩三詩碑がある。

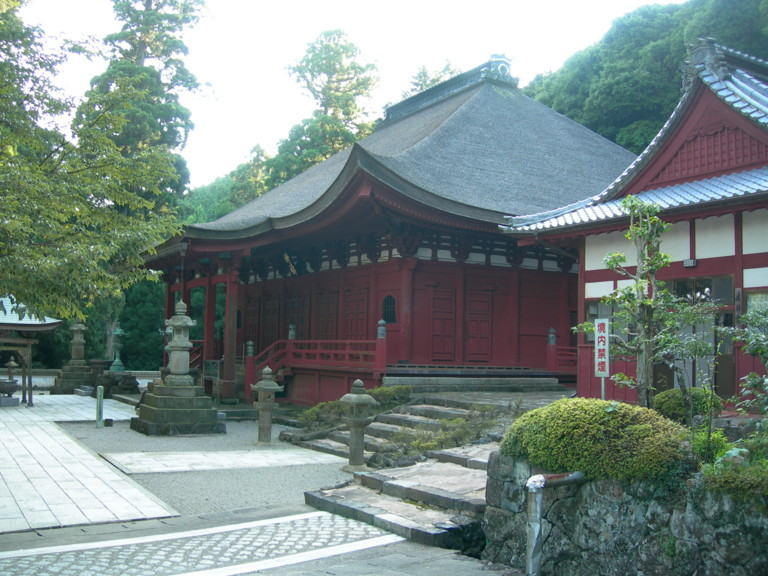
金剛證寺本堂
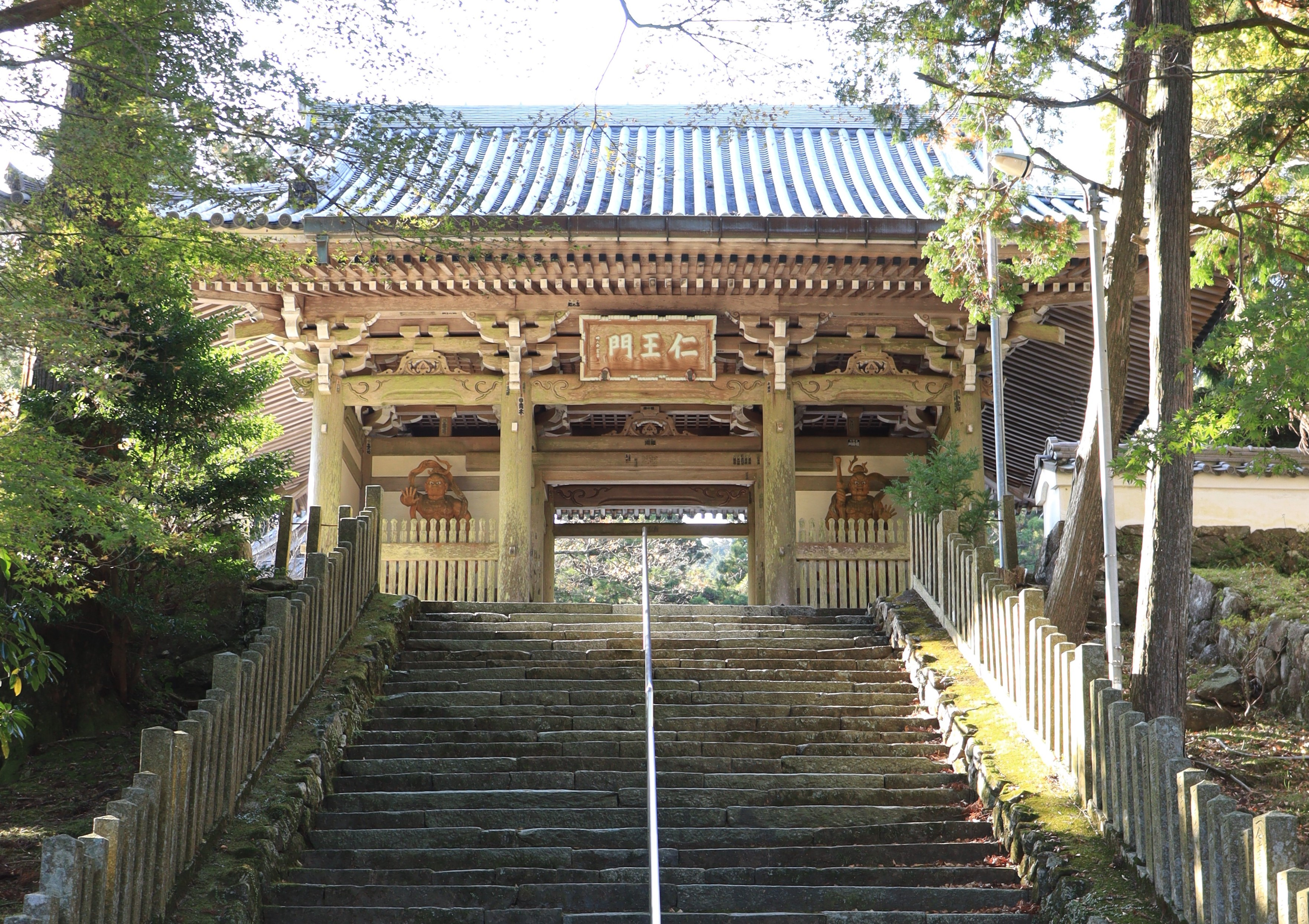
1979年（昭和54年）に再建された仁王門
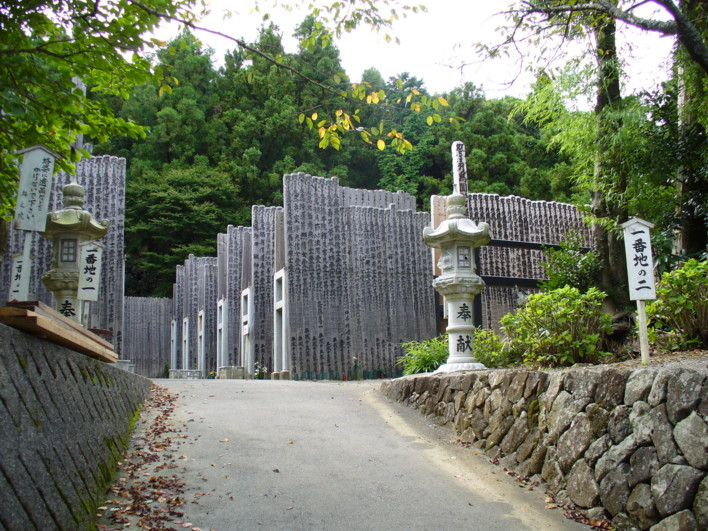
奥之院に立てられた卒塔婆
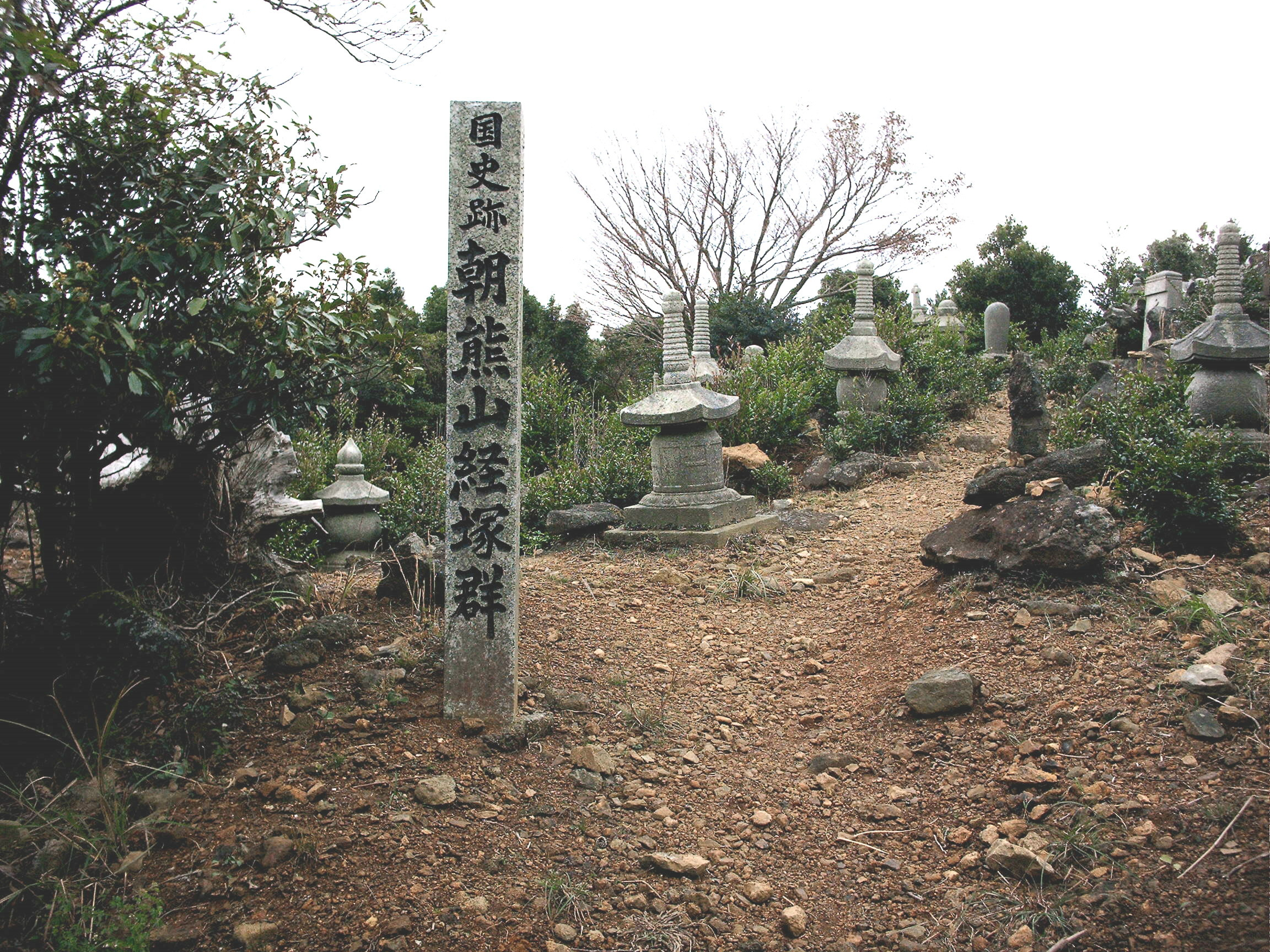
朝熊山経塚群

### 朝熊山経塚群
朝熊山経ヶ峯頂には約40基の経塚が確認されている。明治時代から経塚の存在は確認されていたが、1959年（昭和34年）の伊勢湾台風による倒木でさらに多くの経塚が確認された。山石で小石室を築いており、出土品は平安時代末の紀年銘のある経筒など、工芸品としてすぐれたものが多い。1966年（昭和41年）4月15日、朝熊山経塚群として国の史跡に指定され、経筒などの出土品は1963年（昭和38年）に国宝（考古資料）に指定されている。出土品の多くは金剛證寺の宝物館に展示されている。

### 八大竜王社
朝熊山山頂にある。

### 朝熊山ケーブルカー跡と登山バス

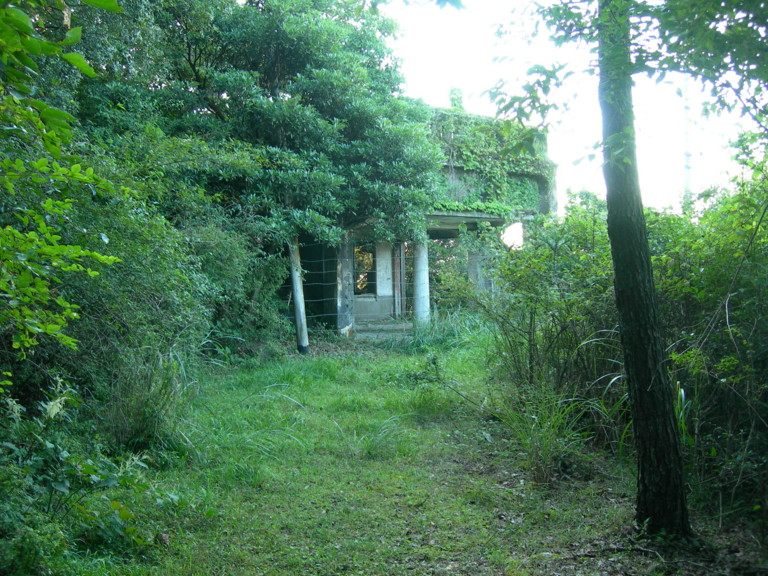
ケーブルカーの駅の跡

1925年（大正14年）に伊賀軌道を設立した田中善助が社長を務めた朝熊登山鉄道によりケーブルカーが開通したほか、1938年（昭和13年）に内宮前から登山バス用道路（未舗装）が作られ、朝熊山へ登る人が激増した。第二次世界大戦中の1944年（昭和19年）にケーブルカーの線路が軍に軍需物資として徴収されたため休止になった。一般の朝熊山への入山が禁止され金剛證寺は衰退した。開通時には東洋一とされたケーブルカーは、第二次世界大戦後に再開されることなく1962年（昭和37年）に正式に廃線となっている。当時の線路の敷石と山頂駅などが廃墟として現在も残っているが、山頂駅跡は2006年（平成18年）に鉄条網で囲われ近寄れなくなった。
第二次世界大戦後に三重交通により登山バスが再開されたものの、ケーブルカーに及ばない輸送力では参拝客を取り戻せなかった。伊勢湾台風などで被害を受け金剛證寺は衰退の一途を辿ったが、1964年（昭和39年）の伊勢志摩スカイライン開通後には客足を取り戻し復興した。登山バスは伊勢志摩スカイライン開通に伴い路線を廃止。伊勢志摩スカイラインを経由する路線に引き継がれたが、再度廃止後、土休日のみ参宮バスとして復活している（後述）。

### 茶店・とうふや（東風屋）跡

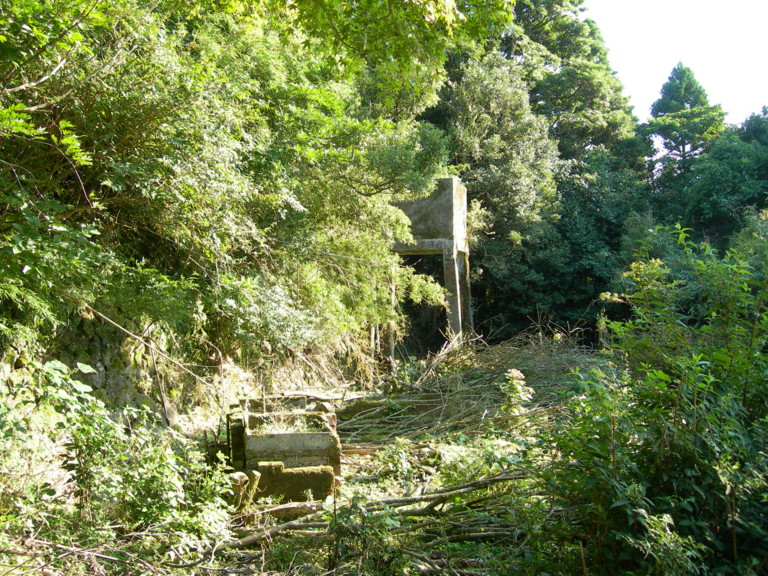
朝熊峠のとうふ屋跡

登山方法が徒歩に限られていた時代には、「岳道（たけみち）」と呼ばれる登山道に数多くの茶店があったが、20世紀中にすべての茶店が廃業した。朝熊峠の「とうふ屋（東風屋）」は江戸時代に開業し、最盛期には100畳の大広間を持つ本館と10室以上の客間のある別館を持ち、朝熊山山頂付近唯一の旅館として賑わった。ケーブルカー休止後は茶店として臨時営業していたが、1964年（昭和39年）2月18日に火災で店舗を焼失し廃業した。

### 野間萬金丹跡
当時は岳参りの人々のために数多くの萬金丹の店が並んだ。これはその中の一番大きい店。宇治岳道と五知道の合流する箇所にある。現在は石垣が残るのみ。ちなみに今も金剛証寺内の売店で、お守りと一緒に萬金丹が売られている。

### 真珠王・御木本幸吉別荘跡
現在は石垣が残るのみである。ちなみに山頂広場にも御木本幸吉の記念碑がある。

### 鳥羽レストパーク
朝熊山の東側にある霊園。金剛證寺の経営で1973年（昭和48年）に完成。
鳥羽市立船津保育所のところから霊園へ通じる自動車道がある。
頂上からは登山道（近畿自然歩道）でしか行けない。
自動車道路沿いの桜並木は春には桜の名所として地元では有名である。

## 伊勢志摩スカイラインと朝熊山頂展望台

### 伊勢志摩スカイライン

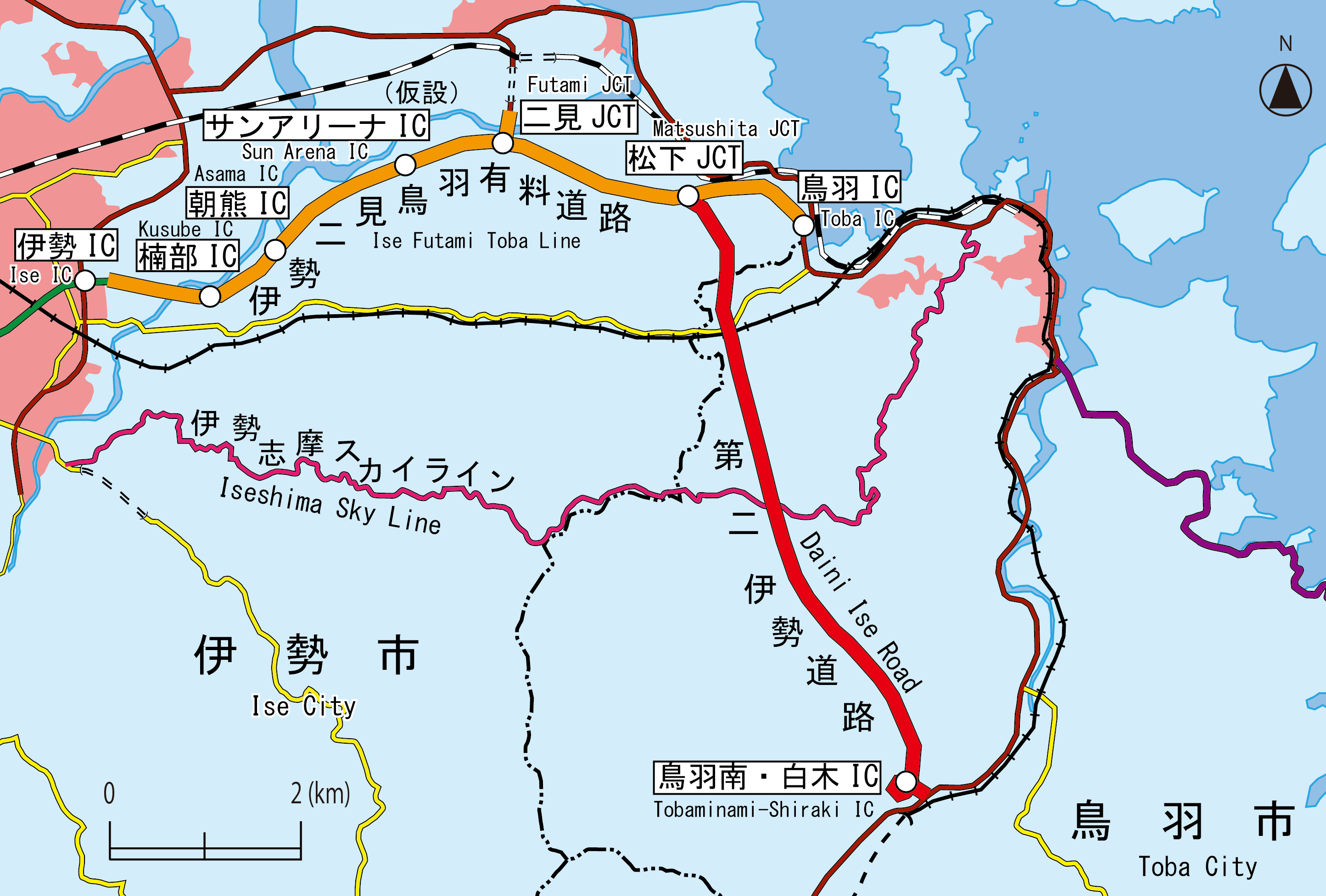
地図

朝熊山を横切るように伊勢神宮の内宮付近と鳥羽を結ぶ山岳道路。1962年（昭和37年）12月に着工、1964年（昭和39年）10月に三重交通子会社の三重県観光開発（株）により造られた、延長16.3キロメートル (km) 、幅員6.5 mの有料道路である。1950年（昭和25年）6月に厚生省が告示した「伊勢志摩国立公園計画」の中に宇治山田市から朝熊山を経由し志摩郡鳥羽町に至る道路計画が示されており、それが実現したものである。伊勢市宇治館町と鳥羽市鳥羽町のそれぞれの出入り口に料金所がある。初日の出で賑わう大晦日を除き、夜間の通行は禁止されている。山頂付近まで自動車で容易に登ることが可能で、開通以来もっとも一般的な選択肢になった。
クロソイド曲線を利用し、鳥羽湾などのリアス式海岸が見通せるように設計されている。伊勢・鳥羽の両登り口とも急カーブが連続する区間があり、中腹付近からはカーブの屈曲率は大きくなってくる。道路両端の海抜数メートルのところから、一気に標高500メートルのところまで一気に駆け上がって再び下るルートで、周囲に高い山がないことから眺望に優れる。特に、朝熊山頂展望台から鳥羽側に向かうと、伊勢湾に浮かぶ島々を眺めながら道路を走ることができる。
かつて定期バスが運行されていたが2010年現在は廃止されている。年末年始等イベント時には、三交バスが臨時運行される。また、土曜・日祝日には五十鈴川駅・浦田町から朝熊山頂まで参宮バスが運行している。
この道路は観光用の道路運送法に基づく一般自動車道(私道)で、道路整備特別措置法に基づく有料道路ではないので料金徴収期限はない。2023年現在の通行料金は自動二輪車900円、軽・普通自動車1270円である。また、ETCは利用できない。一般自動車道なので通行することができるのは自動車とオートバイに限られ、自転車は通行することは出来ない。営業時間は通常7:00–19:00の間であるが、夏季は延長されていて、大晦日には終夜営業も行っていることから初日の出を拝むスポットにも利用されている。
日産自動車が2022年11月1日にネーミングライツを獲得し、同年11月8日から2023年11月1日までの期間限定で「伊勢志摩 e-POWER ROAD」と改称された。

### 朝熊山展望台

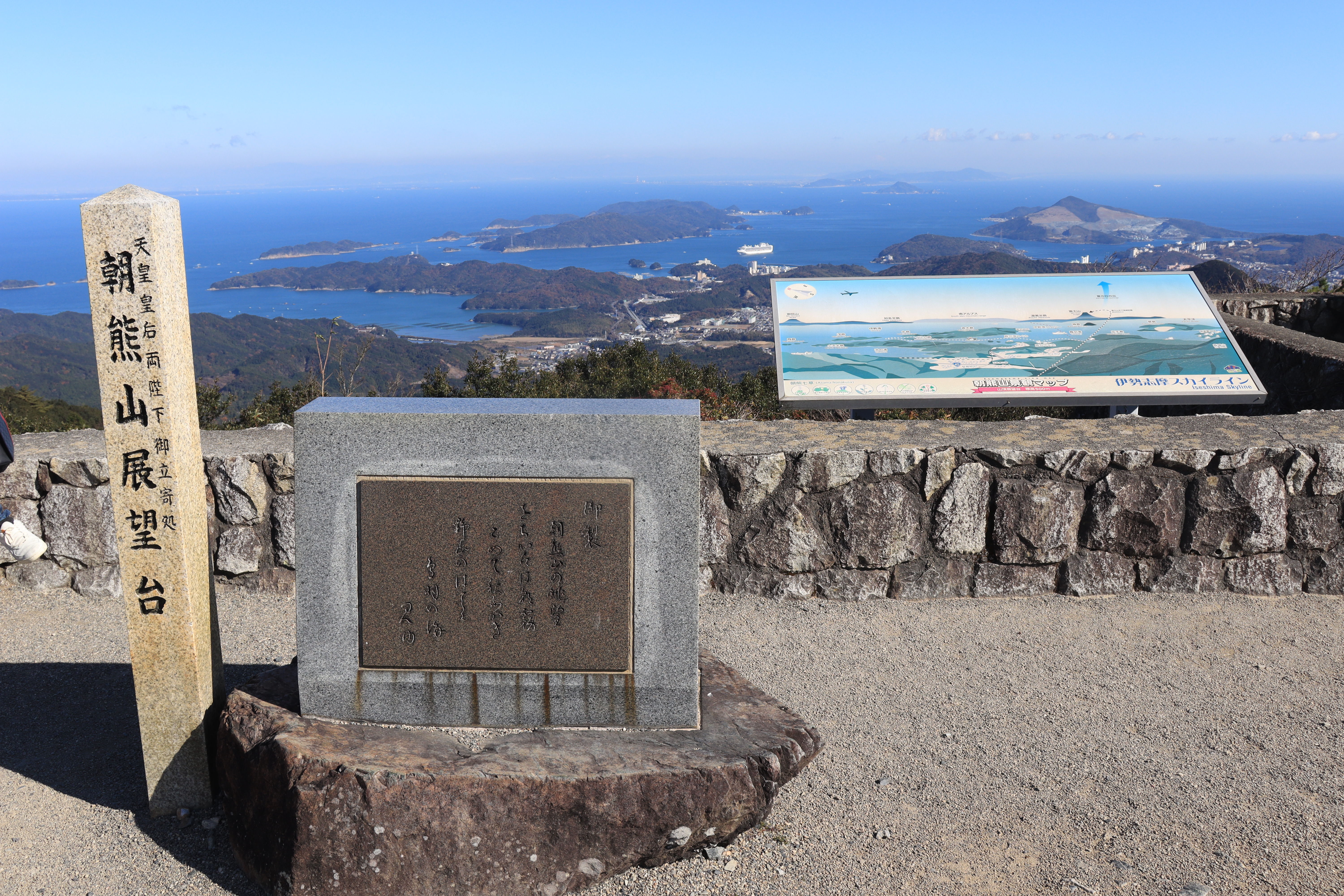
朝熊山展望台

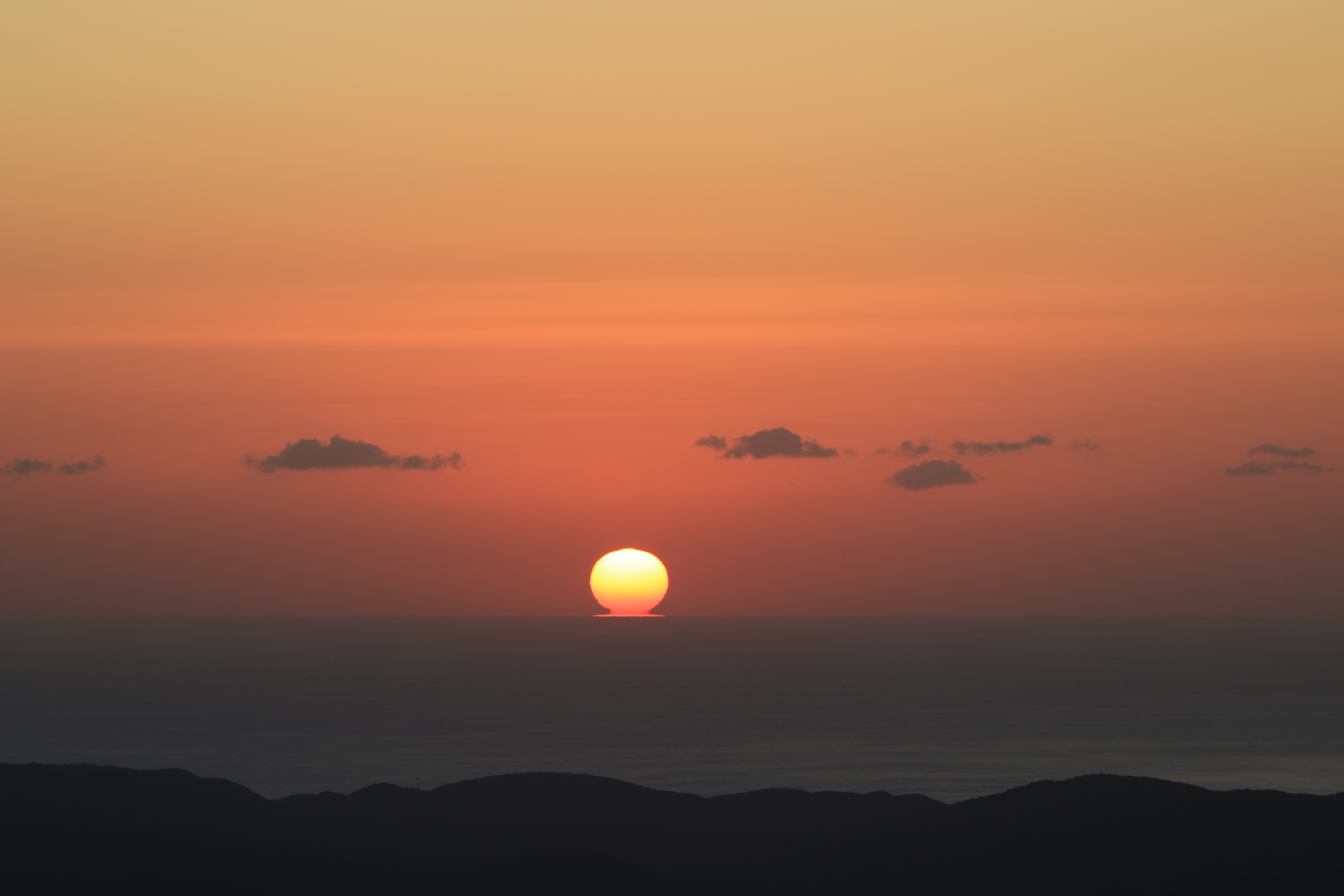
朝熊山展望台からの日の出

南峰の東にある標高506 mのピークに大型駐車場と山頂展望台があり、鳥羽側にあたる北東方向の眺望がよい。神島・答志島などの鳥羽市の離島のほか、伊勢湾対岸に渥美半島を望むことができる。条件がよければ南アルプスや富士山を見ることができるが、冬季の晴天の空気が澄み切ったとき以外はほとんど見えないという。現在山頂には売店と自動販売機、朝熊茶屋という食事処がある。また、足湯・さんぽ道（遊歩道）・名古山神社・ハンモック広場・勘吉台（パラグライダー離陸場所）・御木本幸吉翁籠立場の碑などがある。
山頂のレストハウスがあった場所は現在「山頂広場」という芝生の空間になっており、絶景の休憩スポットである。ここに今話題のレトロな天空のポストがあり現役のポストとしては伊勢志摩最高峰に立つポストである。「大切な人に手紙を出したい人」の間で静かなブームを呼んでいる。

### 一宇田展望台
伊勢市市街地方面への眺望は伊勢料金所方面にある一宇田展望台の方が良好である。一宇田展望台からは天気が良ければ伊勢市街や鈴鹿山脈、伊勢湾を望むことができ、伊勢志摩では夜景の名所となっている。一宇田展望台には自動販売機が設置されている。

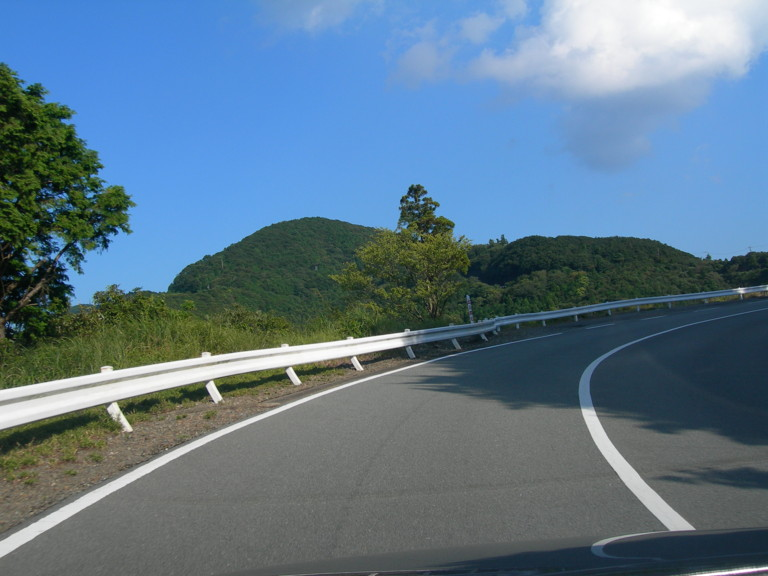
伊勢志摩スカイライン
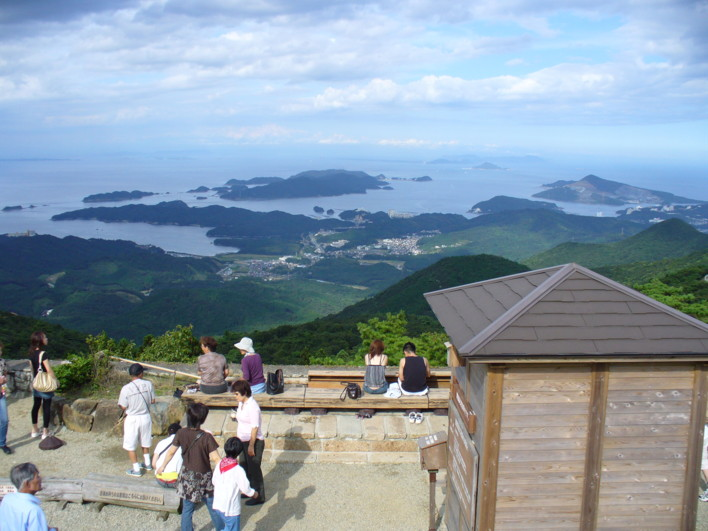
山頂足湯
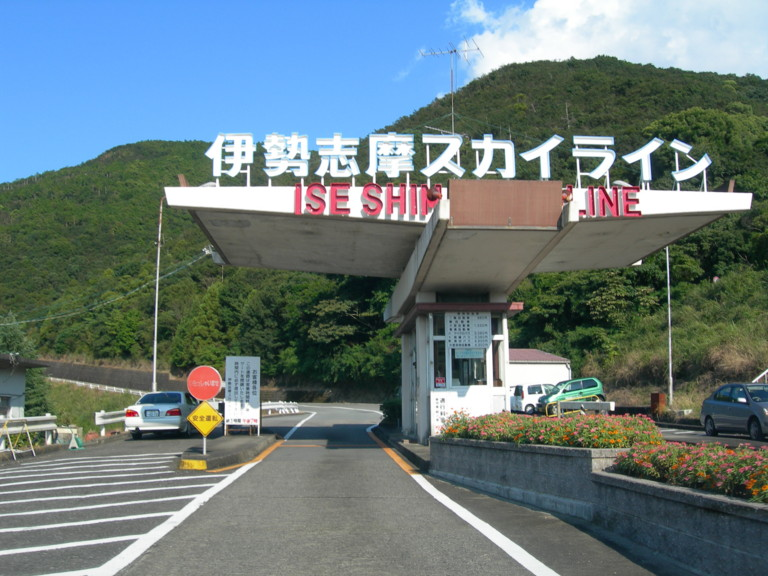
伊勢市側料金所

## 登山ルート

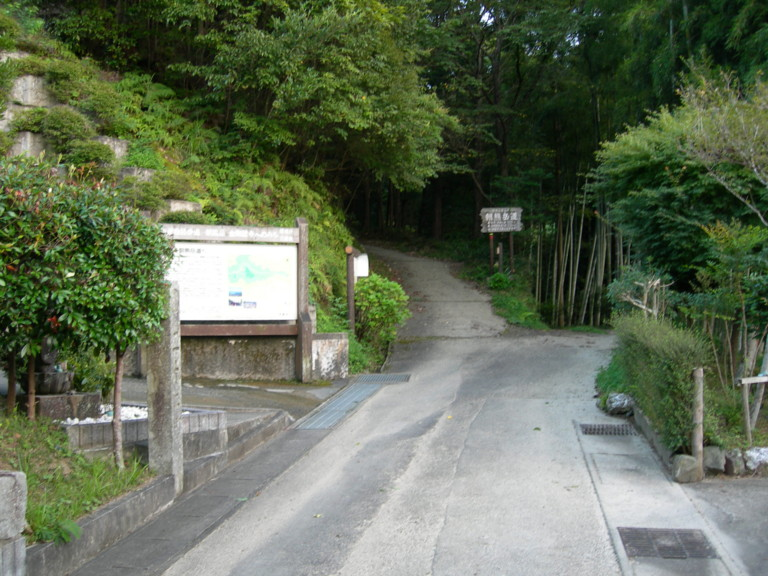
朝熊岳道登山口
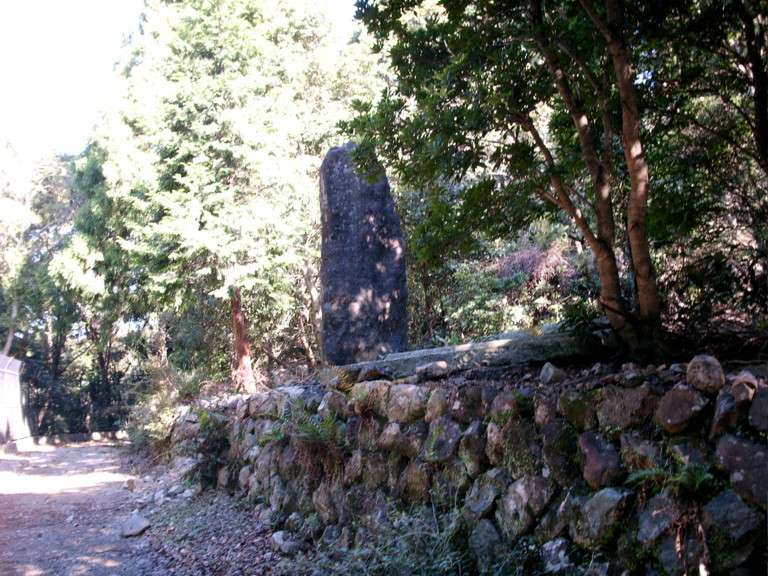
登山道の道標
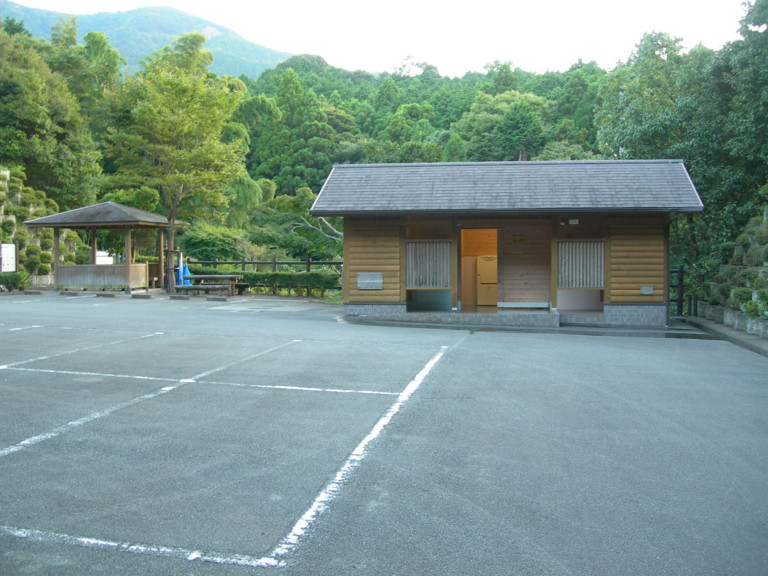
登山口の駐車場

朝熊山にはかつては鳥羽・志摩・磯部方面からの参詣道・生活道路としての山道が多数あった。しかし自動車道の発達に伴って歩く人は激減した。2010年現在は、観光用として整備された朝熊岳道以外ほとんど利用者はない。地元の愛好家・山岳会（“テクローかい”など）以外は歩く人も少なく、廃道寸前のものもある。

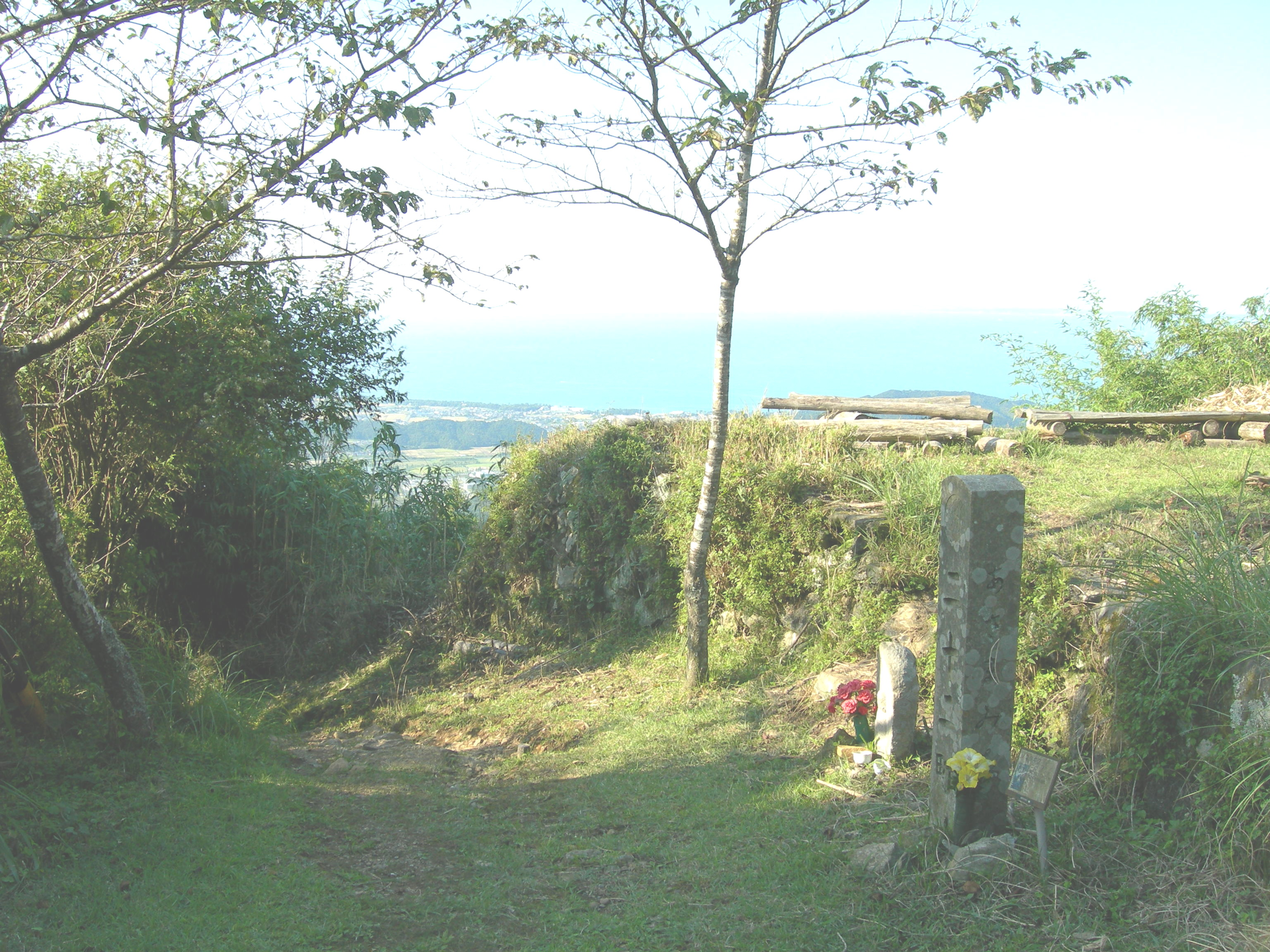
朝熊峠

宇治岳道

宇治舘町の伊勢神宮内宮近くから東方へ尾根伝いに登り、朝熊峠で朝熊岳道と合流する登山道で、60余町とされる。朝熊峠まで約6.5 km。かつては登山バスがこの道を走っていた。昭和初期までは内宮と同時に朝熊山へ登る人が多かったため賑わっていたが、勾配は小さいものの山頂までの距離が長いルートであるため、徒歩で登る必要がなくなって以来はこのルートを選ぶ人は激減した。この道の入り口は看板も無くわかりづらい。頂上から下山に使うとよい。道自体はなだらかで真っ直ぐで迷うことは無い。
内宮神宮司庁の裏に登山口があり、朝熊岳道同様に町石地蔵が金剛證寺山門まで続く。宇治岳道は展望がほとんど南側にしか開けないが、途中、岩井田山(通称楠部山)、一宇田の頭などのピークがあり、登山道を離れピークに立つと思いがけない景観を楽しむことができる。また、5月中旬から6月初旬にはジングウツツジが見ごろをむかえる。ミツバツツジの種であるが朝熊山の土壌(蛇紋岩質)がこのツツジの生育に必要不可欠といわれている。朝熊岳道はコアジサイなど、日蔭の植物が多くみられる一方、宇治岳道は南に面した登山道で、アサマツゲ、サンショウ、ウバメガシなどが多く見られる。
楠部岳道
楠部町の裏・近鉄のガード下をくぐって入山する。途中、伊勢志摩スカイラインを横断し、楠部峠で宇治岳道と合流する。かつては楠部峠に茶屋があって、現在は石垣のみ残る。
一宇田コース
旧一宇田村から南方へ山腹を経て、伊勢志摩スカイラインを横断し、一宇田峠で宇治岳道と合流する。20余町とされる。（現在は廃道）
朝熊西コース
朝熊岳道の登山口の右側にある道。朝熊岳道が南東方向に向かうのに対し、こちらは、南をいく。途中で宇治岳道と合流する。
朝熊岳道
近鉄朝熊駅のある朝熊町から北斜面を登るルート。1970年（昭和45年）の朝熊駅開設後は、登山口近くまで鉄道で移動でき、山頂までの距離が短いので人気がある。宇治岳道と合流する朝熊峠まで約2.4 km。このルートには古い道標（町石）が残されており、朝熊峠まで22町である。利用者が多いせいか、近道の踏み跡が多数あるので注意。二股で迷ったら右を行くのが正式（町石のある）ルート。近畿自然歩道に指定されている。
1999年（平成11年）度に厚生年金国民年金積立金還元融資により、このルートの登山口に22台分の駐車場と便所が整備された。登山口には案内板と貸出し用の杖がある。途中で、昔のケーブルカー跡をまたぐ橋があり、見晴らしが良い。かつてはこのケーブルカー跡も登山道として利用する人がいたが、2010年現在は危険なため立ち入り禁止とされている。
- 朝熊岳道登山口
- 登山道の道標
- 登山口の駐車場

二瀬橋コース
近鉄朝熊駅から、東に進んで、二瀬橋から北斜面を登るコース。滝が多い。そのまま頂上の八大竜王社のところへ出る。
傾斜がきつい。
鳴ヶ谷コース
近鉄朝熊駅と近鉄池の浦駅のほぼ中間地点から北斜面を登るコース。そのまま山頂広場のさんぽ道近くの名古山神社のところへ出る。
傾斜がきつい。
朝熊東コース（伊勢フライトパークコース）
近鉄池の浦駅から西に進んだ黒岩橋から登るコース。近鉄ガード下に伊勢フライトパークの看板がある。黒岩橋を渡り、黒岩林道を抜ける。途中で堅神道（鳥羽岳道）と合流する。堅神道と合流する前に右に分かれて、山頂の朝熊東公園に出る別ルートもあり。
鳥羽岳道（堅神道）
近鉄池の浦駅から南西に登る。鳥羽からの参詣道であった。
河内岳道（庫蔵寺丸山道）
近鉄加茂駅を降りて、彦滝明神、庫蔵寺、鳥羽レストパークを経由して伊勢志摩スカイラインの南側を平行する道を行く。近畿自然歩道に指定されている。庫蔵寺の石段を登るのがきつい場合は、鳥羽レストパークまで車で行き、そこから歩く方法もある。途中で五知道と合流する。
磯部岳道（五知道）
近鉄五知駅から北西に進み、山伏峠を越えて南斜面を登る。伊勢志摩スカイラインを渡って萬金丹跡に出る。志摩からの参詣道。
その他の登山道
河内岳道より奥から登る奥河内道があったと聞く。

## 朝熊山の峰々
飯盛山 （367 m)
行者山 （309.2 m）
山頂に役行者の祠がある。近鉄池ノ浦駅から行者山に登る道に光石保全林遊歩道がある。
丸山 （288.3 m）
山頂に丸興山庫蔵寺（がんこうざんこぞうじ）がある。丸山庫蔵寺（まるやまこぞうじ）とも呼ばれる真言宗寺院で、空海（弘法大師）ゆかりの寺である。本堂、鎮守堂は国の重要文化財、木造三宝荒神像は三重県指定有形文化財。
境内に国の天然記念物庫蔵寺のコツブガヤの木が、周辺には三重県指定天然記念物イスノキがある。
昼河山（ひるごやま） （216.8 m)
麓に三重県営サンアリーナ・絆の森（遊歩道）・ゴルフ場などがある。
相生山 （197.4 m）
樋ノ山 （160.1 m)
山頂に「金刀比羅宮鳥羽分社がある。山本周五郎作「扇野」の舞台となった。
日和山（ひよりやま） （69 m）
見晴台、芭蕉の句碑、方位石、無線電話発祥記念碑等がある。かつては鳥羽駅からエレベーターがあった（日和山エレベーター）。現在は跡地のみ。

## 動植物

### 植物

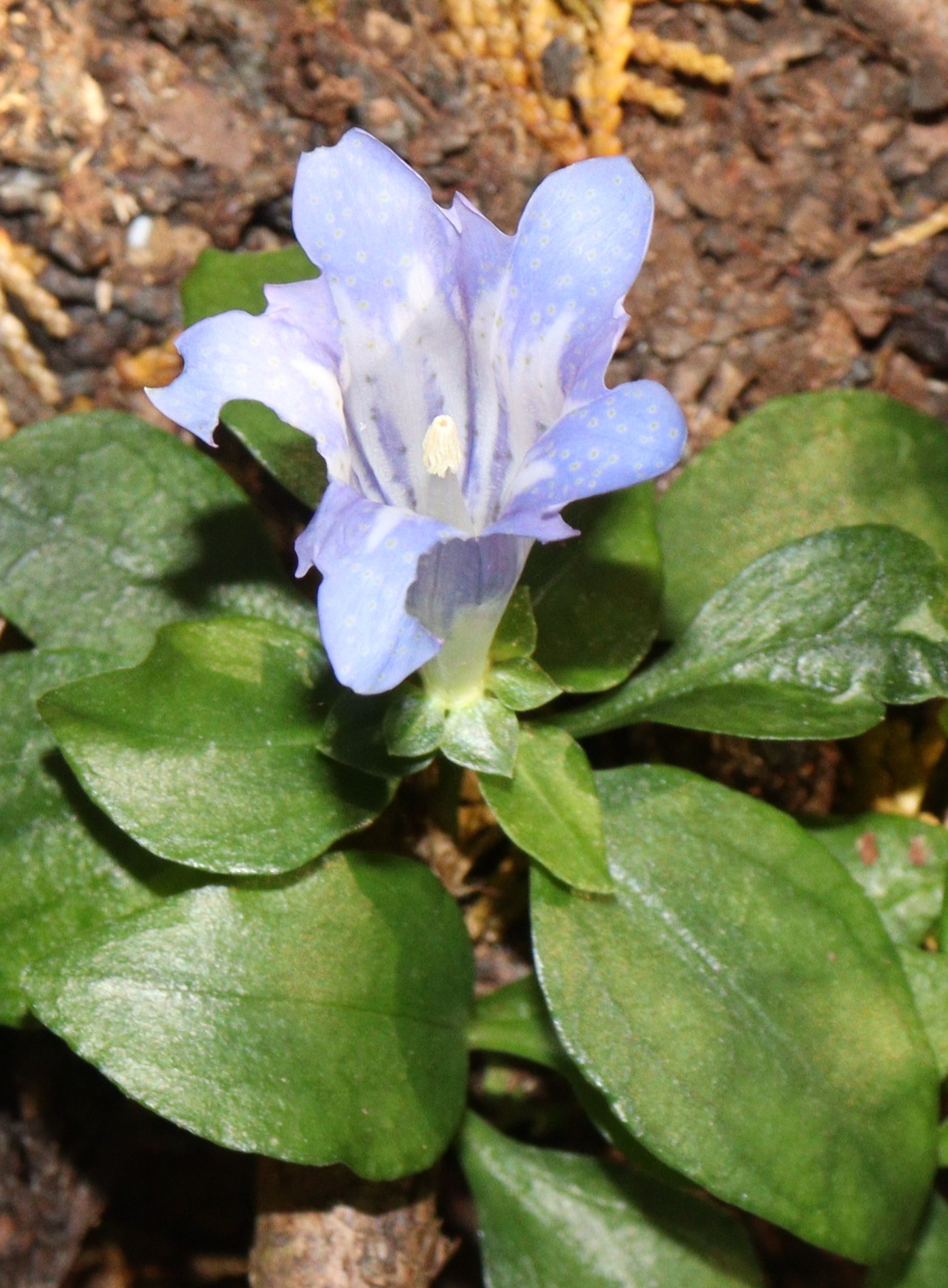
アサマリンドウ

- アサマリンドウ（朝熊竜胆）
最初に朝熊山で発見されたことに由来して名付けられた多年草の植物。
- ジングウツツジ（神宮躑躅）
伊勢神宮から朝熊山の蛇紋岩地帯に多く自生している。
- アサマツゲ（朝熊柘植）
ジングウツツジと同様、蛇紋岩地帯に自生している。
- アサマコナ（朝熊小菜）
麓の朝熊町で栽培されている野菜。野沢菜のように漬物にして食す。

### 動物
- ホンシュウジカ
- ニホンイノシシ
- ホンドタヌキ
- ホンドキツネ

その他、野生のウサギなどが目撃されている。
伊勢神宮の宮域林及びその周辺は鳥獣保護区であるが、鳥羽市側はそうでない地域があり、狩猟の時期（11月中旬 - 2月中旬）にはハンターがいることがあるので要注意。

### 鳥
- ウグイス
- メジロ
- ホオジロ
- ヤマガラ
- シジュウカラ

### 昆虫
- クチキコオロギ（コオロギ科）
- ハヤシノウオマイ（キリギリス科）
- ギンヤンマ（ヤンマ科）
- ナツアカネ（トンボ科）
- アオスジアゲハ（アゲハチョウ科）
- ルリタテハ（タテハチョウ科）

## 電波施設
山頂には1964年（昭和39年）および1969年（昭和44年）に三重県中部までを放送区域とする中京広域圏のテレビ放送の中継所が作られた。津市に親局送信所のあるNHK津放送局と三重テレビ放送（MTV）は地上デジタルテレビ放送では伊勢市周辺を放送区域とし、FMラジオ放送の中継所は設けられていない。これらの中継所は東方へは鳥羽市の一部を放送区域とするが、南方の志摩市の大部分では電波が朝熊山地にさえぎられ受信困難であるため、鳥羽市の一部と志摩市の大部分のための別の中継所が複数作られている。地上デジタルテレビ放送の中継設備は既存のアナログテレビ中継所に隣接して作られ、2006年（平成18年）より開始した。

### 伊勢テレビジョン中継放送所

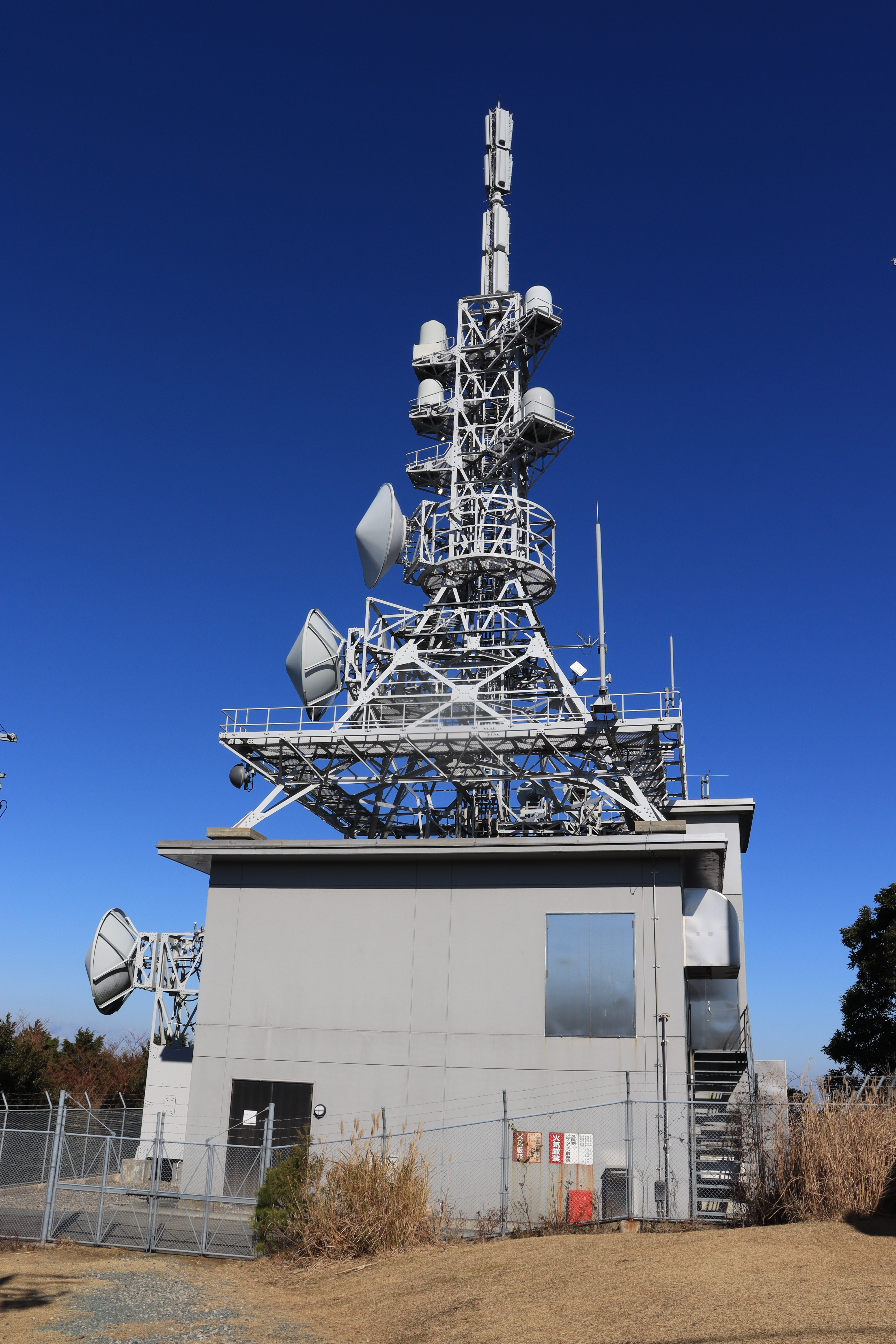
朝熊ヶ岳の山頂部にある伊勢テレビジョン中継放送所、2019年12月撮影

朝熊山には、伊勢テレビジョン中継放送所が置かれている。使用するチャンネルはすべてUHFである。

#### 地上デジタルテレビジョン放送送信設備
- 2006年3月27日から本放送開始[11]。
- 鳥羽市から津市の沿岸部、志摩地区などが視聴エリアの中心。
- 中京広域圏民放4局は100Wの高出力で送信され、鈴鹿市および亀山市の南部までカバーしている。

| リモコン キーID | 放送局名                              | 物理 チャンネル | 空中線電力 | ERP  | 放送対象 地域 | 放送区域 内世帯数 | 偏波面   |
| --------------- | ------------------------------------- | --------------- | ---------- | ---- | ------------- | ----------------- | -------- |
| 1               | THK 東海テレビ放送                    | 15ch            | 100W       | 950W | 中京広域圏    | 約266,900世帯     | 水平偏波 |
| 2               | NHK 名古屋教育                        | 13ch            | 10W        | 58W  | 全国放送      | 約138,100世帯     | 水平偏波 |
| 3               | NHK 津総合                            | 29ch            | 10W        | 58W  | 三重県        | 約138,100世帯     | 水平偏波 |
| 4               | CTV 中京テレビ放送                    | 17ch            | 100W       | 950W | 中京広域圏    | 約266,900世帯     | 水平偏波 |
| 5               | CBCテレビ                             | 16ch            | 100W       | 950W | 中京広域圏    | 約266,900世帯     | 水平偏波 |
| 6               | NBN 名古屋テレビ放送 愛称「メ～テレ」 | 14ch            | 100W       | 950W | 中京広域圏    | 約266,900世帯     | 水平偏波 |
| 7               | MTV 三重テレビ放送                    | 24ch            | 10W        | 58W  | 三重県        | 約138,100世帯     | 水平偏波 |

### 廃止された局の概要

#### 地上アナログテレビジョン放送送信設備
| チャンネル | 放送局名                              | 空中線電力        | ERP               | 放送対象 地域 | 放送区域 内世帯数 | 偏波面   | 運用開始日      | 放送終了日     |
| ---------- | ------------------------------------- | ----------------- | ----------------- | ------------- | ----------------- | -------- | --------------- | -------------- |
| 47         | CTV 中京テレビ放送                    | 映像100W/ 音声25W | 映像310W/ 音声77W | 中京広域圏    | 不明              | 水平偏波 | 1969年 5月22日  | 2011年 7月24日 |
| 49         | NHK 名古屋教育                        | 映像100W/ 音声25W | 映像310W/ 音声77W | 全国放送      | 不明              | 水平偏波 | 1964年 10月1日  | 2011年 7月24日 |
| 53         | NHK 津総合                            | 映像100W/ 音声25W | 映像310W/ 音声77W | 三重県        | 不明              | 水平偏波 | 1964年 10月1日  | 2011年 7月24日 |
| 55         | CBC 中部日本放送                      | 映像100W/ 音声25W | 映像310W/ 音声77W | 中京広域圏    | 不明              | 水平偏波 | 1964年 10月1日  | 2011年 7月24日 |
| 57         | THK 東海テレビ放送                    | 映像100W/ 音声25W | 映像310W/ 音声77W | 中京広域圏    | 不明              | 水平偏波 | 1964年 10月1日  | 2011年 7月24日 |
| 59         | MTV 三重テレビ放送                    | 映像100W/ 音声25W | 映像310W/ 音声77W | 三重県        | 不明              | 水平偏波 | 1974年 11月29日 | 2011年 7月24日 |
| 61         | NBN 名古屋テレビ放送 愛称「メ～テレ」 | 映像100W/ 音声25W | 映像310W/ 音声77W | 中京広域圏    | 不明              | 水平偏波 | 1964年 10月1日  | 2011年 7月24日 |

### その他無線設備
- NTT西日本 朝熊無線中継局
- 三重県超短波漁業無線局 朝熊送受信所
- 日本アマチュア無線連盟（JARL）
- 中日新聞 無線中継所
- 東京大学地震研究所 和歌山地震観測所 伊勢観測点

## 交通アクセス

### 公共交通機関
- 近鉄鳥羽線五十鈴川駅または鳥羽駅からタクシーで約20分。
- 近鉄鳥羽線朝熊駅から徒歩15分で朝熊岳登山口。山頂まで徒歩で約1時間半。
- 三重交通 参宮バス：五十鈴川駅より山上広苑まで26分（土休日運転）。

### 自動車
- 伊勢自動車道・伊勢ICから伊勢神宮（内宮）方面へ車で25分

## 朝熊山が登場する作品
- 漫画
  - 星野之宣『ヤマタイカ』 - ヤマタイカは縄文人の末裔と弥生人の末裔が1980年代後半に戦うとするマンガである。この作品では「アサマ」が火山を意味するアイヌ語に由来する説を採用し、登場人物の1人が「朝熊山は、長野県と群馬県の境にある浅間山の噴火を静めるための大和朝廷による結界」との仮説を立てる。山頂展望台のレストハウス前が序盤での戦いの場となり、縄文人の末裔である主人公らを殺そうとする敵役が、金剛證寺の奥の院に卒塔婆を立て供養してやる意味の台詞を言う。
- 小説
  - 橋本紡『半分の月がのぼる空』 - 半分の月がのぼる空は、作者の生まれ育った三重県伊勢市を舞台にした恋愛小説である。本作で、谷崎亜希子が車で走りに来るコースの一つに朝熊山・伊勢志摩スカイラインが含まれる。